# Prekorin-6Y C5,15-metiltransferaza (dekarboksilacija)
Prekorin-6Y 5,15-metiltransferaza (dekarboksilacija) (EC 2.1.1.132, prekorin-6 metiltransferaza, prekorin-6Y metilaza) je enzim sa sistematskim imenom S-adenozil--metionin:1-prekorin-6Y 5,15-metiltransferaza (C-12-dekarboksilacija). Ovaj enzim katalizuje sledeću hemijsku reakciju
2 -adenozil--metionin + prekorin-6Y {\displaystyle \rightleftharpoons } 2 S-adenozil-L-homocistein + prekorin-8X + CO2
Enzim iz Pseudomonas denitrificans deluje kao S-adenozil--metionin-zavisna metiltransferaza i dekarboksilaza.

## Literatura
- Nicholas C. Price; Lewis Stevens (1999). Fundamentals of Enzymology: The Cell and Molecular Biology of Catalytic Proteins (Third изд.). USA: Oxford University Press. ISBN 019850229X.
- Eric J. Toone (2006). Advances in Enzymology and Related Areas of Molecular Biology, Protein Evolution (Volume 75 изд.). Wiley-Interscience. ISBN 0471205036.
- Branden C; Tooze J. Introduction to Protein Structure. New York, NY: Garland Publishing. ISBN 0-8153-2305-0.
- Irwin H. Segel. Enzyme Kinetics: Behavior and Analysis of Rapid Equilibrium and Steady-State Enzyme Systems (Book 44 изд.). Wiley Classics Library. ISBN 0471303097.
- William P. Jencks (1987). Catalysis in Chemistry and Enzymology. Dover Publications. ISBN 0486654605.

## Spoljašnje veze
- Precorrin-6Y+C5,15-methyltransferase+(decarboxylating) на 